# Dijana i Akteon (Tizian)
Dijana i Akteon je renesansno ulje na platnu koje je naslikao Tizian oko 1556. – 1559.; jedna od njegovih ponajboljih slika iz niza od osam mitoloških slika (tzv. poeme) koje je Tizian naslikao za Filipa II. Španjolskog.
Slika prikazuje sudbonosni susret između lovca Akteona i božice Dijane (Artemide). Prema Kalimahu, Artemida se kupala u šumi, a Akteon je loveći nabasao na nju i vidio je golu. Zaustavio se i buljio, očaran njezinom ljepotom. Kad ga je Artemida ugledala, kaznila ga je uzevši mu govor - ako bi pokušao govoriti, bio bi pretvoren u jelena. Kad je začuo svoje lovačke drugove, zapomogao je te je istog trenutka preobražen, a njegovi su psi navalili na nj te ga razderali na komade.
Ciklus od osam slika poema Tizian je naslikao tijekom svog boravka na španjolskom dvoru u Madridu od 1553. – 1562. godine. Prva slika je bila Danaja i zlatna kiša, nakon čega slijedi Venera i Adonis, Dijana i Kalisto, Jason i Medeja, Perzej i Andromeda, Dijana i Akteon, Smrt Akteona i konačno Otmica Europe. Slike se značajno razlikuju po dimenzijama i kompoziciji, no zajednička im je poveznica Ovidijeve Metamorfoze, dok Jasona i Medeju, te Perzeja i Andromedu povezuju olimpski bogovi.

## Povijest
Slike su bile u kraljevskoj zbirci u Madridu sve do 1704. kada ih je kralj Filip V. darovao francuskom veleposlaniku, Louis-Philippeu Orléanskom (1747. – 1793.). Godine 1791., dvije godine prije svoje smrti na giljotini, vojvoda je prodao svoju kolekciju trgovcu umjetninama u Bruxellesu. Nakon izložbe u Londonu, ovu sliku (zajedno sa slikom iz iste serije, Dijana i Kalisto) kupio je britanski graditelj kanala i rudarski magnat, Francis Egerton, treći vojvoda od Bridgewatera, jedan od najbogatijih ljudi u Engleskoj. Egerton je umro bez djece i dio svoje imovine, uključujući Bridgewater kolekciju, naslijedio je njegov nećak, George Gower. Dojmljivu kolekciju od oko 70 slika izložio je u svom londonskom domu, u kući Bridgewater u Westminsteru, a od 1803. u ljetnim mjesecima je bila otvorena za odabrane posjetitelje. Na početku Drugog svjetskog rata 1939. godine, zbirka je zbog zaštite preseljena u Škotsku. Od 1945. do 2009. godine, slike su bile izložene na posudbi u Nacionalnoj galeriji Škotske u Edinburghu.
Godine 2000. zbirku je naslijedio potomak Francisa Egertona, Francis Egerton, 7. vojvoda od Sutherlanda (rođen 1940.). On je 2009. godine dvije Tizianove slike ponudio raznim muzejima u Velikoj Britaniji po cijeni od 100 milijuna £.
Sliku su zajedničkim sredstvima kupili Nacionalna galerija u Londonu i Nacionalna galerija Škotske za 50 milijuna £ (dospjevši na popis najskupljih slika), uz dogovor kako će biti izložene naizmjenično u ova dva muzeja u petogodišnjem ciklusu. God. 2012. ova dva muzeja su uspjeli kupiti i drugu Tizianovu sliku, Dijana i Kalisto, za 45 milijuna £.

## Vanjske poveznice
- Jonathan Jones, The battle of the Titians, The Guardian, London, 28. kolovoza 2008 (engl.) Pristupljeno 12. listopada 2016.